# Autoroute A35 (Portugal)
Pour les articles homonymes, voir A35.
L'autoroute portugaise A35 relie actuellement Santa Comba Dão à Canas de Senhorim sur une distance de 21 km et va être prolongée à court terme jusqu'à Mangualde et l'  sur sa partie nord, et jusqu'à Mealhada et l'  sur sa partie ouest (tronc commun avec la future ). À plus long terme, l'A35 sera finalement prolongée jusqu'à Mira.
Sa longueur finale sera alors de 94 km.
Cette autoroute est gratuite.

## État des tronçons
| Tronçon                                                | État (2011)                                                                                          | km |
| ------------------------------------------------------ | --- | -- |
| Mira () - Mealhada ()                                  | En projet                                                                                            | 20 |
| Mealhada () - Mealhada ()                              | Adjudication du projet repoussée pour cause de crise économique (Concession: Autoestradas do Centro) | 8  |
| Mealhada () - Mortágua (tronc commun avec l'A24)       | Adjudication du projet repoussée pour cause de crise économique (Concession: Autoestradas do Centro) | 22 |
| Mortágua () - Santa Comba Dão ( IP 3 )                 | Adjudication du projet repoussée pour cause de crise économique (Concession: Autoestradas do Centro) | 13 |
| Santa Comba Dão ( IP 3 ) - Canas de Senhorim ( N 234 ) | En service (1995)                                                                                    | 21 |
| Canas de Senhorim - Mangualde ()                       | Adjudication du projet repoussée pour cause de crise économique (Concession: Autoestradas do Centro) | 22 |

## Capacité
| Section          | Capacité | Longueur |
| ---------------- | -------- | -------- |
| Mira - Mangualde |          | 94 km    |

## Itinéraire
| Sorties | Villes                              |
| ------- | ----------------------------------- |
|         | Mealhada                            |
|         | Santa Comba Dão IP 3 Coimbra IP 3   |
| 01      | Tábua                               |
| 02      | Carregal do Sal                     |
| 03      | Cabanas de Viriato                  |
|         | Canas de Senhorim - Mangualde N 234 |
|         | Mangualde                           |